# Uwe Peschel

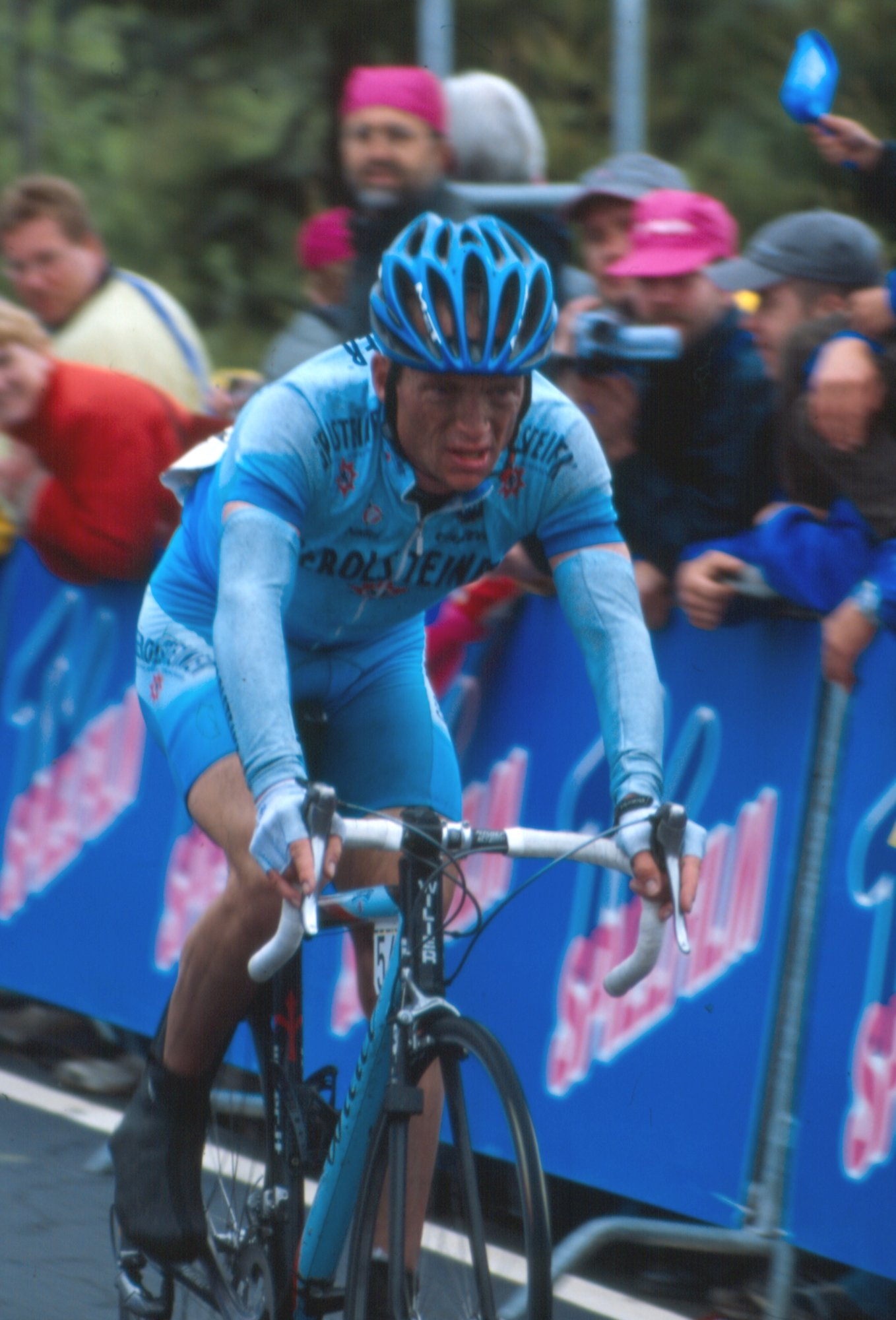
Uwe Peschel bei der Deutschland Tour 2004

Uwe Peschel (* 4. November 1968 in Berlin) ist ein ehemaliger deutscher Radrennfahrer. Seinen größten Erfolg errang er bei den Olympischen Sommerspielen 1992 in Barcelona, als er im Mannschaftszeitfahren Olympiasieger wurde.

## Karriere
Peschel begann seine radsportliche Laufbahn zunächst beim SC Dynamo Berlin, dem Verein, in dem auch sein Vater bereits aktiv war. 1990 wechselte er nach Erfurt zum dortigen TSV. Für diesen bestritt er auch Anfang der 1990er Jahre die Rennen der Rad-Bundesliga. Seine größten Erfolge erzielte Peschel als Zeitfahrer: Neben seinem Olympiasieg 1992 im Straßenvierer wurde er zweimal Deutscher Straßenmeister im Einzelzeitfahren und einmal im Mannschaftszeitfahren. Außerdem gewann er zahlreiche Einzelzeitfahren des internationalen Kalenders, darunter zweimal den Grand Prix des Nations und einmal den Grand Prix Eddy Merckx. Bei UCI-Straßen-Weltmeisterschaften gewann er drei Silber- und eine Bronzemedaille im Mannschaftszeitfahren.
Für den Gewinn der Goldmedaille im Mannschaftszeitfahren in Barcelona erhielt er am 23. Juni 1993 das Silberne Lorbeerblatt.
Im Jahr 1997 fuhr Peschel zum ersten Mal für ein internationales Radsportteam, der italienischen Mannschaft Cantina Tollo. Nach einem Jahr beim spanischen Team Estepona-Brepac wechselte er 1999 zum deutschen Team Gerolsteiner, bei dem er nach der Saison 2005 seine Laufbahn beendete. Für diese Mannschaften bestritt und beendete er jede der Grand Tours mindestens einmal. Nach einem Sturz auf dem letzten Einzelzeitfahren der Tour de France 2003 brach er sich zwei Rippen und ein Lungenflügel kollabierte, worauf er zur nächsten Etappe nicht mehr starten konnte.
In der Saison 2016 übernahm Peschel die Funktion als einer der Sportlichen Leiter beim Schweizer Professional Continental Team Team Roth.

## Familie
Uwe Peschel ist der Sohn von Axel Peschel, dem  Sieger der Internationalen Friedensfahrt 1968. 
Heute (Stand 2024) wohnt er in Kressbronn am Bodensee und hat zwei Söhne. Er ist dem Radsport mit einem eigenen Unternehmen weiterhin beruflich verbunden.

## Erfolge
| 1990 - UCI-Straßen-Weltmeisterschaften - Mannschaftszeitfahren 1991 - UCI-Straßen-Weltmeisterschaften - Mannschaftszeitfahren - Deutscher Amateur-Meister - Einzelzeitfahren 1992 - Olympische Sommerspiele - Mannschaftszeitfahren 1993 - Gesamtwertung Ronde de l'Isard d'Ariège - UCI-Straßen-Weltmeisterschaften - Mannschaftszeitfahren - Deutscher Meister - Einzelzeitfahren 1994 - Deutsche Straßen-Radmeisterschaften - Mannschaftszeitfahren - Gesamtwertung Select-Tour - UCI-Straßen-Weltmeisterschaften - Mannschaftszeitfahren 1995 - eine Etappe Bayern-Rundfahrt - eine Etappe Regio-Tour - UCI-Straßen-Weltmeisterschaften - Einzelzeitfahren 1996 - Deutsche Straßen-Radmeisterschaften - Einzelzeitfahren - eine Etappe Niedersachsen-Rundfahrt - zwei Etappen Bayern-Rundfahrt - eine Etappe Luxemburg-Rundfahrt - Telekom GP - eine Etappe Hessen-Rundfahrt | 1997 - eine Etappe Regio-Tour - eine Etappe Dänemark-Rundfahrt - Grand Prix des Nations - eine Etappe GP Tell 1998 - Deutsche Straßen-Radmeisterschaften - Einzelzeitfahren - eine Etappe Vuelta a Castilla y León 2001 - eine Etappe Friedensfahrt 2002 - Deutsche Straßen-Radmeisterschaften - Einzelzeitfahren - Karlsruher Versicherungs GP - eine Etappe Hessen-Rundfahrt - GP des Nations 2003 - GP Eddy Merckx 2005 - ProTour-Mannschaftszeitfahren Eindhoven |

## Grand-Tour-Platzierungen
| Grand Tour            | 1997 | 1998 | 1999 | 2000 | 2001 | 2002 | 2003 | 2004 | 2005 |
| --------------------- | ---- | ---- | ---- | ---- | ---- | ---- | ---- | ---- | ---- |
| Giro d’ItaliaGiro     | 104  | –    | –    | –    | –    | –    | –    | –    | –    |
| Tour de FranceTour    | –    | –    | –    | –    | –    | –    | WD   | 125  | –    |
| Vuelta a EspañaVuelta | –    | 91   | –    | –    | –    | –    | –    | –    | 103  |

## Teams
- 1997 Cantina Tollo-Carrier
- 1998 Estepona en Marcha - Brepac
- 1999–2005 Team Gerolsteiner